# Dłutowanie

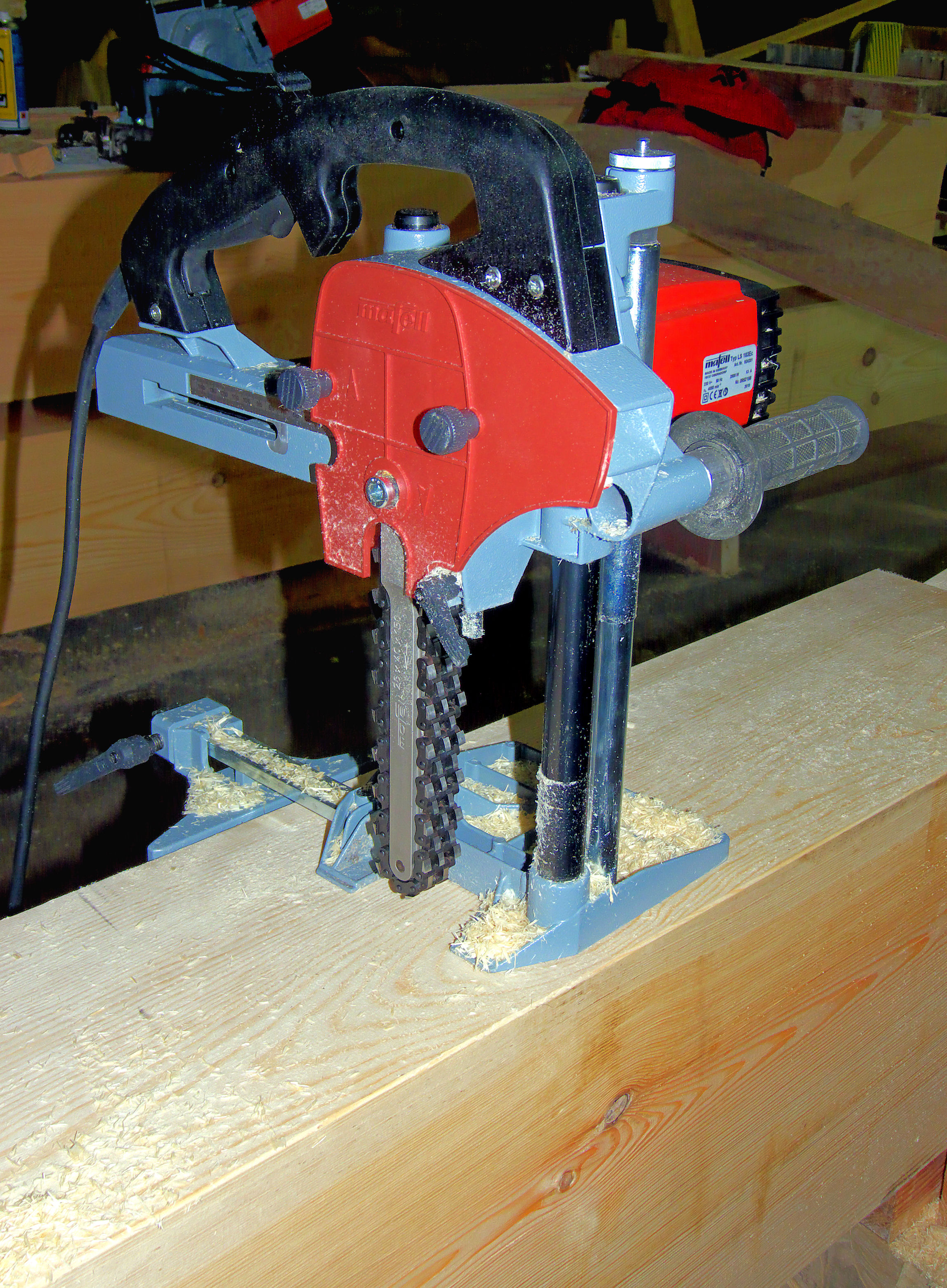
Dłutownica łańcuchowa do gniazd prostokątnych

Dłutowanie – rodzaj obróbki skrawaniem polegający na skrawaniu materiału nożem umocowanym do suwaka wykonującego pionowy lub poziomy ruch posuwisto-zwrotny. Dłutowanie stosuje się do obróbki kształtów nieobrotowych jak uzębienie kół zębatych, krzywki, rowki pod wpusty itp. Obrabiarka do dłutowania nazywa się dłutownicą. 
W stolarstwie do obróbki gniazd czopów stosuje się dłutownice łańcuchowe.